# 3月13日 (旧暦)
旧暦3月13日は旧暦3月の13日目である。六曜は先負である。

## できごと
- 長承元年（ユリウス暦1132年4月7日） - 平忠盛が、武士として初めて御所への昇殿を許可される
- 宝永元年（グレゴリオ暦1704年4月16日） - 前年11月の元禄大地震により、元禄から宝永に改元
- 文久3年（グレゴリオ暦1863年4月18日） - 浪士組のうち京都に残留した芹沢鴨ら24名が京都守護職・松平容保の配下に取立てられる
- 明治元年（グレゴリオ暦1868年4月5日） - 西郷隆盛と勝海舟が江戸で会見。翌日、江戸城の無血開城を決定

## 誕生日
- 天文7年（ユリウス暦1538年4月12日） - 鍋島直茂、武将、佐賀藩の藩祖（+ 1618年）
- 文政11年（グレゴリオ暦1828年4月26日） - 西村茂樹、啓蒙思想家（+ 1902年）

## 忌日
- 建久3年（ユリウス暦1192年4月26日） - 後白河天皇、77代天皇（* 1127年）
- 応安5年/文中元年（ユリウス暦1372年4月17日） - 頓阿、歌人（* 1289年）
- 天正6年（ユリウス暦1578年4月19日） - 上杉謙信、武将（* 1530年）